# Gibbaeum johnstonii
Gibbaeum johnstonii är en isörtsväxtart som beskrevs av E. van Jaarsveld och S. Hammer. Gibbaeum johnstonii ingår i släktet Gibbaeum och familjen isörtsväxter. Inga underarter finns listade i Catalogue of Life.